# 真人大樹
真人 大樹（まこと たいき、1966年6月27日 - ）は、日本の歌手・舞台俳優である。
東京都出身。身長173cm / 体重55kg / 血液型AB型。大叔父は落語家6代目 三升家小勝。

## 来歴
- 1966年6月27日に東京都内で生まれる。
- 1978年 親の知り合いのカメラマンに声を掛けられ、興味本位でモデルの仕事を始める。以来、芸能・芸術活動に興味を持つ。
- 1982年 映画オーデションを受け、1次審査のみで飛び合格。しかし学業を優先した事により、その映画は出演を断念。
- 1983年からスチールモデル他ファッションショー等に出演。
- 1991年 新宿シアターアプル「愛を紬いで」にて役者として初舞台を踏む。その後複数の舞台に主演する。
- 1998年 東映系映画竹内力主演「チャカ LONELY HITMAN」大森役にて出演。
- 小学館よりコロコロコミック連載ZOKZOKヒーローズの主役ブライトマスターとして約1年間、名古屋市国際展示場 / 福岡ドーム / 大阪ドーム / 幕張メッセ他、テレビ東京おはようスタジオ他に出演。
- 2001年 MsP Musicより初のオリジナルシングル『Unnecessary / (C/W)Find Myself』(作詞：真人大樹)を発売。
- 2006年 - 2011年「サインミュージカルCall Me Hero!」にてメインキャストの一人ジョージとして出演。劇中ではアンチェインド・メロディ / Imagineを唄う。
- 2016年 9月13日付けで倉科遼オールプロデュース 劇団NEXT DOOR(株式会社フリーハンド)所属
- 2018年 SNSにて約2年いた所属事務所の退社を発表。
- 2019年 1月24日付けで(株)八田プロダクションに所属した事をSNSにて発表。
- 2019年 8月19日付けで(株)八田プロダクションを退社した事をSNSにて発表。

## 芸歴

### Actor
1991年
- 10月 ：新宿シアターアプル『愛を紬いで』出演

1992年
- 2月 ：奄美大島県民ホール『愛を紬いで』再演
- 5月 ：高田馬場アートボックスホール『夏のぬけがら』隊長役 アラシ
- 9月 ：青山円形劇場『悲しい色やね・・・晩夏』準主役 武藤 武/拓也
- 12月 ：スタジオライフ 『だから僕は好きと言おう』 ナレーターとして出演

1993年
- 2月 ：築地本願寺『風の中へ』 ナレーターとして出演
- 5月 ：下北沢タウンホール『アンヴィバレント 〜予感〜』準主役

1994年
- 7月 ：横浜相鉄本多劇場『僕の学校は戦場だった〜安田講堂の涙〜』準主役 手塚（物語は東大安田講堂事件をテーマにした内容）
- 11月 ：西日暮里アトリエPAN『無限大∞ファクトリ－』主役 MAKOTO

1995年
- 4月 ：銀座小劇場『プロポーズをもう一度』出演
- 7月 ：横浜相鉄本多劇場『マンハッタンの女達』デューク役
- 12月 ：高田馬場アートボックスホール『雪どけ水のように〜2,26事件〜』 主役 北条（実在人物の安藤輝三をモチーフに描かれた青年将校）

1996年
- 7月 ：野方WIZホール『改訂版 雪どけ水のように〜2,26事件〜』 主役 北条

1997年
- 11月 ：横浜相鉄本多劇場『愛のことだわ』 出演/ダンス振付

1997年
- 12月 ：スタジオ錦糸町『軽井沢物語』主演

1998年
- 9月 ：横浜相鉄本多劇場『シェイクスピアリス物語』出演/ダンス振付 タモコタ
- 11月 ：劇団アトリエ公演『LYNX』主役 オガワ オサム

1999年
- 5月 ：赤坂国際交流フォーラム『ダンスマンフェスティバル』出演
- 8月 ：劇団アトリエ公演『LYNX 2』主役 オガワ オサム
- 9月 ：劇団アトリエ公演『JIGSOW』準主役
- 10月 ：恵比寿イーストギャラリー『天使と悪魔のShow time』出演
- 11月 ：明石スタジオ『ピカイア』特別出演

2000年
- 2月 ：ザムザ阿佐ヶ谷『おなかの中から出てみっか・・・』企画・作・演出・出演
- 3月 ：アイピット目白『青い窓僕を呑んで・・・』準主役 有野 靖幸

2001年
- 3月 ：横浜テアトルフォンテ『ばびろん』ダンサー役 おおち

2006年
- 2月 ：中野ZERO大ホール サインアートミュージカル『Call Me Hero!! 〜Heroと呼んで〜』 メインキャスト ジョージ
- 8月 ：大阪ビックアイ サインアートミュージカル『Call Me Hero!! 〜Heroと呼んで〜』 メインキャスト ジョージ
- 8月 ：横浜赤レンガ倉庫 サインアートミュージカル『Call Me Hero!! 〜Heroと呼んで〜』 メインキャスト ジョージ

2007年
- 2月 ：府中の森美術館 サインアートミュージカル『Call Me Hero!! 〜Heroと呼んで〜』 メインキャスト ジョージ
- 7月 ：長野県民ホール サインアートミュージカル『Call Me Hero!! 〜Heroと呼んで〜』 メインキャスト ジョージ
- 9月 ：東京都亀有 かめありリリオホール サインアートミュージカル『Call Me Hero!! 〜Heroと呼んで〜』 メインキャスト ジョージ
- 12月 ：東京都北千住 THEATRE1010 サインアートミュージカル『Call Me Hero!! 〜Heroと呼んで〜』 メインキャスト ジョージ

2008年
- 1月 ：栃木県小山市民ホール サインアートミュージカル『Call Me Hero!! 〜Heroと呼んで〜』 メインキャスト ジョージ
- 9月 ：シアター2＋1アトリエ公演 シェイクスピア『十二夜』道化役 フェスタ

2011年
- 4月 ：世田谷パブリックシアターサインアートミュージカル『Call Me Hero!! 〜もう声なんていらないと思った〜』 メインキャスト ジョージ

2012年
- 4月 ：恵比寿天窓switch コメディーミュージカル 『シンデレラ 〜シンデレラはオカマだった｜？』  継母 / 魔法使い
- 7月 ：池袋シアターグリーンBOX in BOX THEATER『愛しのバックストリート(作・演出 萩庭貞明)』 ひな子
- 10月 ：大阪弁天町 世界館『愛しのバックストリート(作・演出 萩庭貞明)』 ひな子

2013年
- 2月 ：銀座小劇場 クラウンミュージカル『セレブ気取り』 メインキャスト クレゾール・トト

2014年
- 4月 ：代官山LOOP コメディーミュージカル 『シンデレラ 〜シンデレラはオカマだった｜？〜』 継母 / 魔法使い
- 5月 ：新宿シアターモリエール エンターテイメントロックミュージカル（ストリートダンスグループTAO主催） 『弐桃伝 〜TAO be LEGEND〜』 メインキャスト キジ役 キージィー

2015年
- 12月 ：三鷹RIスタジオ 朗読劇 『もしも8才の子供が大統領だったら』（清月エンターテイメント主催 金田賢一演出 原作子供大統領 / 加納眞士著）メインキャスト ワケアリ大臣

2016年
- 7月 ：銀座博品館劇場 "創造集団"生活向上委員会 第33回公演『RYOMA〜アメリカ第51番州ニッポン〜』ジャッキー役（高杉瑞穂演ずる坂本龍馬が幽霊となってあの世から現代に舞い戻り、現代の若者と繰りなすエンターテイメント時代劇。若者のリーダー的存在のジャッキー役として出演し、劇中ではオリジナルRapSongとアメリカ国家独唱The Star-Spangled Bannerをアカペラで歌う。脚本・演出 / 山内勉）
- 7月 ：日経ホール『希望の色 〜君の顔を、希望の色に〜』地元スナック灯のママあかり役（物語は東北大震災直後の復興中の街に生きる人々のそれぞれを描かれている。脚本・演出 高梨由 / 原作・制作総指揮 倉科遼 / タンゴ歌手 冴木杏奈主演）

2017年
- 3月 ：中野BONBON 劇団NEXT DOOR旗揚げ公演『翔びなさい！アヒル』ゲイバーのママあかり役（物語はキャバ嬢、黒服達と水商売駆け出しの七海役 田中愛梨主演 の葛藤と成長を描いた作品。演出 新藤栄作 / 原作・脚本・制作総指揮 倉科遼）
- 7月 ：大塚萬劇場『ユメノカケラ～ラチエンブラザーズ物語～』ゲイバーのママあかりママ役
- 10月 ：池袋シアターグリーンBOX in BOX THEATER『学園探偵薔薇戦士エピソードZERO』田上先生役

2018年
- 6月 ：CBGKシブゲキ『女帝』北條照盛役（主演月船さらら 脚本・演出 / シライケイタ 原作・制作総指揮 倉科遼）

2019年
- 8月 ：文化シヤッターBXホール『風よ柳よ夕焼けよ』九郎兵衛役（主演高汐巴 脚本・演出 / 主演阿部照義 制作総指揮 名塚新一郎）

### Vocal & Other
1978年
- 6月 ： 軽井沢別荘パンフレット子役モデル

1989年
- 7月 ：大阪都ホテル『Mr,Shijiファッションショー』出演

1991年
- 7月 ：ライブハウスSherry's池袋店 ボーカリストとして出演

1993年
- 8月 ：青山キング＆クイーン ヘアーショウ企画・演出・出演

1996年
- 9月 ：日本テレビ『ザ・サンデー プラス20』イメージ映像出演

1997年
- 9月 ：新宿シアターFu- ライブ＆パフォーマンス ボーカリストとして出演

1998年
- 5月 ：東映系映画『チャカ LONLY HITMAN』竹内力主演 大森役にて出演

1998年
- 8月 ：新宿シアターFu- ライブ＆パフォーマンス ボーカリストとして出演

1999年
- 10月 ：洗足学園学園祭 ボーカリストとして出演
- 11月 ：横浜みなとみらい『みなとみらい21バースデーパレード』ボーカリストとして出演
- 11月 ：農業工業大学学園祭 ボーカリストとして出演
- 11月 ：ライブハウス・サンバレーOPENING ACT ボーカリストとして出演

2000年
- 1月 ：名古屋国際展示場、福岡ドーム、幕張メッセ、大阪ドーム メディアファクトリー主催・次世代ワールドホビーフェア コロコロコミック連載漫画『ZOKZOKヒーローズ』ゲームショウ 主役ブライトマスターとして出演
- 2月 ：横浜Club・Bay-hall ボーカリストとして出演
- 4月 ：TV熊本『ZOKZOKヒーローズ』ゲームショウ 主役ブライトマスターとして出演
- 4月 ：神奈川TV ULFTV コント『素晴らしきかな演劇の世界』作・演出・出演
- 5月 ：鈴鹿サーキット『ZOKZOKヒーローズ』ゲームショウ 主役ブライトマスターとして出演
- 6月 ：幕張メッセ 『ZOKZOKヒーローズ』ゲームショウ 主役ブライトマスターとして出演
- 6月 ：横浜Club・HEAVEN ボーカリストとして出演
- 7月 ：渋谷Club・ブエノス ボーカリストとして出演
- 7月 ：テレビ東京『おはようスタジオ』ブライトマスターとして出演
- 10月 ：千葉ライブハウス・MEMORY ボーカリストとして出演
- 12月 ：北千住ライブハウス・キャラメル クリスマスゴスペルライブ ボーカリストとして出演

2001年
- 4月 ：吉祥寺Club・DROP ボーカリストとして出演
- 4月 ：北千住ライブハウス『キャラメル』ゴスペルライブ ボーカリストとして出演
- 10月 ：渋谷Club・asia シングル『Unnecessary / (C/W)Find Myself』渋谷club asiaにて発売記念LIVE。ボーカリストとして出演

2002年
- 2月 ：六本木Club・VIETTII ボーカリストとして出演
- 2月 ：横浜Club・HEAVEN ボーカリストとして出演
- 4月 ：六本木Clubベルトゥ・シュカ ボーカリストとして出演
- 5月 ：六本木 Y2K ROPPONGI ボーカリストとして出演

2003年
- 2月 ：広島リーガロイヤルホテル 全国トヨタ表彰式＆ディナーショウ 日本人ボーカリストとして出演
- 6月 ：銀座TACT ボーカリストとして出演
- 6月 ：新宿CODEイベント「嵐」ボーカリストとして出演
- 8月 ：銀座TACT ボーカリストとして出演
- 9月 ：銀座TACT ボーカリストとして出演

2004年
- 1月 ：渋谷ON AIR NEST 成人式イベント ボーカリストとして出演
- 2月 ：新宿モンスーン サンデーライブ ボーカリストとして出演
- 4月 ：新宿Future Nature Valve Roots Sessinos ボーカリストとして出演
- 5月 ：銀座TACT ボーカリストとして出演
- 8月 ：新宿Qube ボーカリストとして出演

2005年
- 3月 ：表参道FAB ボーカリストとして出演
- 6月 ：渋谷ROCK WEST ボーカリストとして出演
- 10月 ：渋谷Xanadu ボーカリストとして出演
- 11月 ：六本木Morph-Tokyo Sumicaのバックダンサーとして出演

2006年
- 3月 ：六本木Morph-Tokyo ボーカリストとして出演
- 4月  :多摩センター ボーカリストとして出演
- 9月 ：小山市民文化センター トークショー＆Live出演
- 12月 ：大田区民センター XmasLiveSHowにて プラターズと共演

2007年
- 2月 ：吉祥寺STAR PINE'S CAFE ボーカリストとして出演
- 4月 ：新神戸ホテルオークラ ソニー生命ディナーショウ ボーカリストとして出演
- 10月 ：和光高校学園祭ボーカリストとして出演

2008年
- 2月 ：御茶ノ水区民センター 日動火災ディナーショー ボーカリストとして出演
- 5月 ：東京ビッグサイト『デザインフェスタ』ボーカリストとして出演
- 10月 ：原宿デザインフェスタギャラリーボーカリストとして出演
- 11月 ：東京ビッグサイト『デザインフェスタ』ボーカリストとして出演

2009年
2010年
- 2月 ：新宿TRI ZONE『ANOTHER×3』ボーカリストとして出演
- 4月 ：佐賀県鹿島市民会館『Call Me Hero！」』ボーカリストとして出演
- 5月 ：新宿TRI ZONE『ANOTHER×3』ボーカリストとして出演
- 6月 ：銀座TACT ボーカリストとして出演

2010年
- 1月 ：代官山 晴れたら空に豆まいて ボーカリストとして出演
- 2月 ：銀座TACT ボーカリストとして出演
- 3月 ：西麻布エーライフ ボーカリストとして出演
- 7月 ：銀座TACT アルバム『i am...』全国発売記念LIVE ヴォーカリストとして出演
- 10月 ： 銀座TACT アルバム『AGAIN』再リリース発売記念LIVE ヴォーカリストとして出演

2011年
- 1月 ：銀座TACT「大人ミュージック」ボーカリストとして出演
- 5月 ：銀座TACT「東北大震災チャリティーイベント」「大人ミュージック」ボーカリストとして出演
- 10月 ：静岡ホテルASOSIA 住友生命静岡支社ディナーショー ボーカリストとして出演
- 11月 ：渋谷Star Lounge シンガーイベント企画・出演
- 12月 ：静岡ホテルASOSIA 住友生命静岡支社Xmasディナーショー ボーカリストとして出演

2012年
- 11月 調布FM 83.3 BIGTIMEシリーズ「音楽惑星」パーソナリティーとして出演
- 11月 調布FM 83.3 BIGTIMEシリーズ「音楽惑星」パーソナリティーとして出演

2013年
- 1月 ：渋谷 UNDER DERE LOUNGE ボーカリストとして出演
- 2月 ：大森風に吹かれて ボーカリストとして出演
- 10月 ：銀座TACT「大人ミュージック」ボーカリストとして出演

2015年
- 3月 ：磐梯温泉ホテル 住友生命福島県郡山市支社ディナーショー ボーカリストとして出演
- 4月 ：高田馬場 Jet Robot カバーLIVE ボーカリストとして出演
- 5月 ：高田馬場 Jet Robot Club M LIVE ボーカリストとしてGuest出演
- 9月 ：グランクレール成城 ボーカリストとして出演
- 10月 ：祖師ヶ谷大蔵 カフェ エクレルシ ボーカリストとして出演

2016年
- 1月 ：銀座TACT「大人ミュージック」ボーカリストとして出演

2017年
- 1月28日 ：銀座TACT「真人大樹アルバムAGAIN発売15th Anniversary ワンマンLIVE」。白川雅全面プロデュース。(動員数100人)
- 11月 ：銀座TACT「NEXT DOOR LIVE」ヴォーカリストとして出演

2018年
- 10月8日 ：HardRockCafeTokyoJapan六本木 JOYSOUND×HardRockCafe コラボ企画【 SING UP MAX 】 ヴォーカリストとして出演

2022年
- 10月22日 ：テレビ朝日『NEWニューヨーク』出演

## ディスコグラフィー

### シングル
|      | 発売日         | タイトル          | 規格品番              | 収録曲                                         | 備考 |
| ---- | -------------- | ----------------- | --------------------- | ---------------------------------------------- | --- |
| 1st  | 2001年10月4日  | Unnecessary       |                       | 1. 1,Unnecessary 2. 2.Find myself              | Msp Music(インディーズレーベル)より500枚限定でデビュー。 作詞:真人大樹 / 作曲:矢田部正                                     |
| 2nd  | 2002年2月3日   | I'm a wanderer    |                       | 1. I'm a wanderer                              | この曲から白川雅とコラボレートすることになる。作詞:真人大樹 / 作曲:白川雅                                                  |
| 3rd  | 2002年3月21日  | 太陽              |                       | 1. 太陽                                        | 作詞:真人大樹 / 作曲:白川雅                                                                                                |
| 4th  | 2002年4月10日  | Over              |                       | 1. Over                                        | 作詞:真人大樹 / 作曲:白川雅                                                                                                |
| 5th  | 2002年5月10日  | No more...        |                       | 1. No more...                                  | 作詞:真人大樹 / 作曲:白川雅                                                                                                |
| 6th  | 2002年6月27日  | Throuhg the night |                       | 1. Throuhg the nigh                            | 作詞:真人大樹 / 作曲:白川雅                                                                                                |
| 7th  | 2002年7月2日   | Again～君とまた～ |                       | 1. Again～君とまた～                           | 作詞:真人大樹 / 作曲:白川雅                                                                                                |
| 8th  | 2010年8月2日   | Sketch            | MIN-8                 | 1. Sketch                                      | 2010年8月にリリースしたアルバム「i am...」よりシングルカット。アルバム「i am...」は全国発売。作詞:真人大樹 / 作曲:鎌田昌郎 |
| 9th  | 2010年10月14日 | 君とまた～Again～ | iTunes、mora,Amazon他 | 1. 君とまた～Again～                           | 2010年10月にリリースしたアルバム「AGAIN」よりシングルカット。作詞:真人大樹 / 作曲:鎌田昌郎                                 |
| 10th | 2015年5月27日  | Damage(dǽmidʒ)    | iTunes、mora,Amazon他 | 1. Damage(dǽmidʒ) 2. Damage(dǽmidʒ)-ClubRemix- | 配信サイトのみでの発表。カップリングには同作のEDMバージョンを収録。作詞：真人大樹/作曲:U-ji                                |
| 11th | 2017年1月28日  | Just a Man        | iTunes、mora,Amazon他 | 1. Just a Man                                  | ワンマンLiveの為に白川雅が15年ぶりに書き下ろした作品。 作詞:真人大樹/作曲:白川雅                                           |

### インディーズ アルバム
|     | 発売日        | タイトル       | 規格品番 | 収録曲                                                                                    | 備考                                                        |
| --- | ------------- | -------------- | -------- | ----------------------------------------------------------------------------------------- | ----------------------------------------------------------- |
| 1st | 2003年3月21日 | AGAIN (初回盤) |          | 1. I'm a Wanderer 2. No more... 3. Through the night 4. Over 5. 太陽 6. AGAIN～君とまた～ | 200枚限定で発売。シングル集。全曲 作詞:真人大樹/作曲:白川雅 |
| 2nd | 2007年7月5日  | Traced Again   |          | 1. I'm a Wanderer 2. Over 3. 太陽 4. Again～君とまた～                                    | 長野公演限定200枚発売。全曲 作詞:真人大樹/作曲:白川雅       |

### アルバム
|     | 発売日         | タイトル | 規格品番              | 収録曲 | 備考 |
| --- | -------------- | -------- | --------------------- | --- | --- |
| 3rd | 2010年8月2日   | i am...  | MIN-8                 | 1. I'm a Wanderer 【作詞:真人大樹/作曲:白川雅】 2. taiyou 太陽 【作詞:真人大樹/作曲:白川雅】 3. Through the night 【作詞:真人大樹/作曲:白川雅】 4. Over 【作詞:真人大樹/作曲:白川雅】 5. Unnecessary 【作詞:真人大樹/作曲:矢田部正】 6. Sketch 【作詞:真人大樹/作曲:鎌田昌郎】 7. saigo no yoru～最後の夜～ 【作詞:作曲/鎌田昌郎】 8. AGAIN～君とまた～ 【作詞:真人大樹/作曲:白川雅】 | デビュー曲Unnecessaryはアルバムバージョンにてアレンジ。新曲Sketchをシングルカット。全国発売/発売元MIN-Label・販売元アルドゥール 協力arovo L |
| 4th | 2010年10月14日 | AGAIN    | iTunes、mora,Amazon他 | 1. I'm a Wanderer 【作詞:真人大樹/作曲:白川雅】 2. No more... 【作詞:真人大樹/作曲:白川雅】 3. Through the night 【作詞:真人大樹/作曲:白川雅】 4. Over 【作詞:真人大樹/作曲:白川雅】 5. 太陽 【作詞:真人大樹/作曲:白川雅】 6. AGAIN～君とまた～ 【作詞:真人大樹/作曲:白川雅】 7. 君とまた～Again～ 【作詞:真人大樹/作曲:鎌田昌郎】                                                    | 「AGAIN」(初回盤)をブラッシュアップし再リリース。新曲「君とまた～Again～」をプラスし、シングルカット。協力arovo L                           |